# AMX-30E主力戰車
AMX-30E（「E」為西班牙語「España」的字首縮寫，為「西班牙」之意）是法國AMX-30主力戰車的西班牙衍生型。西班牙本土的國防承包商聖塔芭芭拉系統公司於1974年至1983年間為西班牙陸軍生產了280輛AMX-30E。
西班牙政府於1970年向法國首次採購AMX-30以增強該國陸軍以美製M47與M48坦克為主力的裝甲部隊，同時降低西班牙對美製裝備的依賴程度。西班牙於1970年向法國購得第一批總數19輛的AMX-30戰車，隨後又在獲得法方授權後在境內自行組裝生產了280輛。這是西班牙歷史上第一種由該國自行大規模量產的戰車，其軍事工業也因此獲得極大發展，使西班牙政府對於自主研發戰車的信心大增，並最終促成了1985年蘭斯主力戰車的問世。負責組裝的聖塔芭芭拉系統公司也從AMX-30E的生產中汲取了大量經驗，為後來豹2E主力戰車的生產奠定了基礎。雖然AMX-30E的最終組裝是由聖塔芭芭拉系統公司負責，但整輛戰車的製造過程事實上有多間西班牙的本土廠商參與其中。AMX-30E中約有65%的部件是完全由西班牙獨立生產而來。
西班牙陸軍在1980年代晚期對其所擁有的AMX-30E分別進行了兩次改裝：第一次改裝針對其中149輛戰車的戰術機動性進行升級，並在保留原有引擎的情況下更換了新的傳動系統；在第一次改裝中獲得升級的戰車被稱為「AMX-30EM1」。第二次改裝（即「AMX-30EM2」）則對餘下的150輛戰車進行機動性現代化升級。兩種改裝方案都延長了車輛的服役年限。AMX-30EM1於1990年代晚期遭西班牙軍方以德國的豹2A4主力戰車取代，而AMX-30EM2則於2000年初遭汰除，其空缺由半人馬輪式驅逐戰車填補。
雖然西班牙軍方曾於1970年在西屬撒哈拉部署了19輛AMX-30E，但這種坦克卻從未經歷過實戰。印尼政府曾於1985年向西班牙方表達購買AMX-30E的興趣，哥倫比亞亦曾在2004年與西班牙政府接觸，希望購買40輛AMX-30EM2，但這兩項交易最終都無疾而終。

## 背景
1960年時的西班牙裝甲部隊主要以M47巴頓戰車構成，輔以少量較為先進的M48戰車。西班牙軍方於1950年代中期向美國採購M47戰車以替換當時仍在陸軍中服役的一號戰車、T-26戰車及四號戰車等過時的戰車。美國於1957年至1958年間的伊夫尼戰爭中禁止西班牙政府將美製裝備投入作戰，迫使西班牙另尋可自由部署於西屬撒哈拉而不受限制的替代性裝備。
1960年代早期，西班牙開始與其歐洲鄰國接洽，試圖購買一款新戰車。西班牙政府首先與豹1型主力戰車的德國製造商克勞斯-瑪菲接觸；克勞斯-瑪菲隨即向德國經濟部申請出口許可。然而，由於當時的西班牙並非北約成員國，因此對其出口軍事裝備的決定必須經過綜理德國國防政策的聯邦安全會議的審核方可通過。聯邦安全會議最終核准了克勞斯-瑪菲向西班牙出口豹1型戰車的申請，然而英國的工黨政府卻在交易完成前出手施壓阻撓，理由是豹1型戰車所使用的105毫米口徑L7線膛炮是由英國研製而成。與此同時，西班牙也於1964年的6月2日至10日間測試了法國原產的AMX-30主力戰車。
德國的豹1型戰車與法國的AMX-30戰車系出同源；兩者均源於一項名為「歐洲戰車」（Europanzer）的聯合戰車開發計畫。以戰車而言，AMX-30的輪廓相當低矮，車高僅有2.28（7.5英尺）；相較之下，豹1型戰車的車高高達2.6（8.5英尺）。AMX-30的武裝亦十分出色，其所配備的「Obus G」型反戰車高爆彈是當時最先進的彈種之一。一般而言，反戰車高爆彈的穿甲效能在自旋穩定的過程中會略為衰減。為了解決這個問題，「Obus G」的設計是將彈頭裝載在滾珠承軸上，再由一層彈殼包裹；這使彈藥雖然仍然會因膛線而自旋，但內部彈頭卻不會受到自旋穩定的影響。「Obus G」可穿透高達400（16英寸）的鋼製裝甲。不過豹1型戰車所配備的L7A3戰車炮也毫不遜色，可有效擊穿當時多數戰車的正面裝甲。雖然比起AMX-30，豹1型擁有更佳的裝甲防護，但AMX-30的售價卻較便宜。
|              | M47巴頓戰車              | M48巴頓戰車                    | 豹1型戰車                | AMX-30戰車                   |
| ------------ | ------------------------ | ------------------------------ | ------------------------ | ---------------------------- |
| 總重         | 46.44公噸（51.19短噸）   | 53.5公噸（59.0短噸）           | 42.2公噸（46.5短噸）     | 36公噸（40短噸）             |
| 主炮         | M36 90毫米48倍徑線膛炮   | M41 90毫米48倍徑線膛炮         | L7A3 105毫米線膛炮       | F2 105毫米56倍徑線膛炮       |
| 備彈         | 71發                     | 62發                           | 55發                     | 50發                         |
| 道路行駛距離 | 128（80英里）            | 482.8（300.0英里）             | 600（370英里）           | 500至600（310.7至372.8英里） |
| 引擎輸出功率 | 810匹馬力（600千瓦特）   | 750匹馬力（560千瓦特）         | 830匹馬力（620千瓦特）   | 680匹馬力（510千瓦特）       |
| 最大速度     | 48每小時（30英里每小時） | 48.28每小時（30.00英里每小時） | 62每小時（39英里每小時） | 65每小時（40英里每小時）     |

西班牙政府最終於1970年5月間決定與法國的GIAT工業訂AMX-30的生產合約。西班牙選擇AMX-30的原因並不是因為該車本身的性能，而是因為英國不願意出售L7戰車炮、AMX-30的低廉售價與法國同意讓西班牙自行生產該型戰車等多重因素加總而成。

## 生產
1970年6月22日，西班牙國防部與法國簽署軍事合作協議，當中訂定了未來向西班牙陸軍提供200輛AMX-30戰車的計畫。200輛中的20輛將由法國承造，另外180輛則將以授權生產的方式在由西班牙自行製造。不過西班牙方最終僅向GIAT工業下訂了19輛車，並將這些戰車撥予駐紮在西屬撒哈拉的西班牙軍團。
根據法西兩國的協議，西班牙本土的戰車工廠將會設在瓜代拉堡附近。此外，戰車的部分部件也將會交由西班牙國內的其他廠商負責生產，其中包括負責承造炮塔的西班牙造船廠與鮑艾堤契公司、杜羅•費格拉公司及國營的巴贊造船廠等企業。首批交付的20輛戰車中有18%由西班牙本土承造；接續的40輛中則有40%由西班牙承造，而另外的120輛戰車則有65%的部件為西班牙製。西班牙於1974年起以每個月5輛戰車的速度開始在國內自行製造AMX-30E，並持續至1979年6月25日為止。

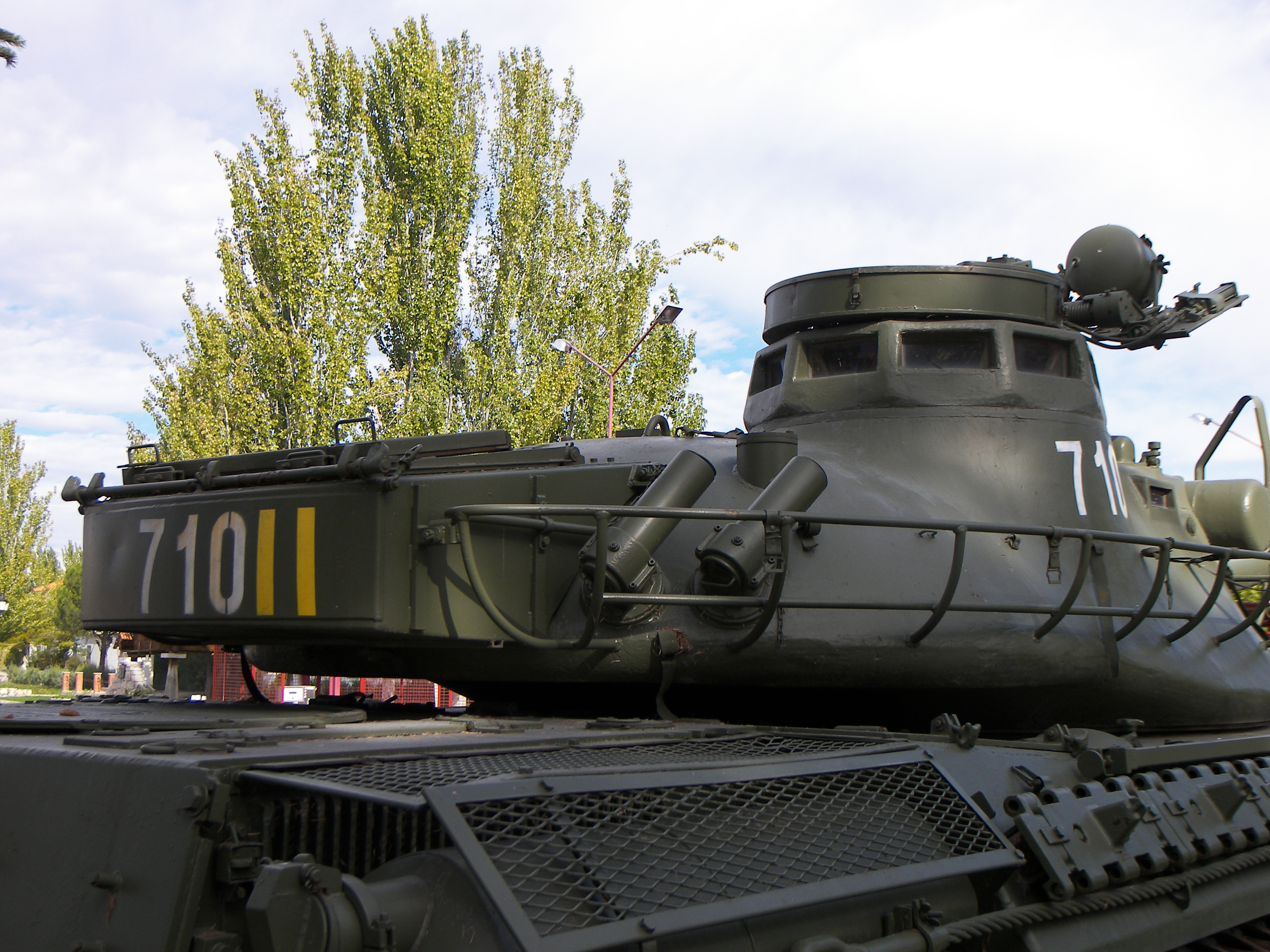
AMX-30E的炮塔近照。

1979年3月27日，就在第一批戰車的生產結束前夕，西班牙軍方又向聖塔芭芭拉系統公司訂購了第二批共計100輛的AMX-30E。。在第200輛戰車完成交貨後，西班牙於1980年取得了AMX-30E的專利權；這表示西班牙方得以自由對戰車進行細部改裝而無須事先徵求法國原廠的同意 ，同時這也意味著西班牙本土的生產能力已大有提升。第二批次的戰車於1979年至1983年間投產。生產結束時，西班牙軍方已擁有299輛AMX-30E；其中19輛是於1970年直接向法國購得，另外280輛則係西班牙本土於1974年至1983年間自行生產。西班牙軍方也在1975年另行購得了4輛訓練用車。除此之外，聖塔芭芭拉系統公司更進一步生產了18輛代號為「AMX-30RE」的防空戰車與10輛AMX-30D裝甲回收車。在第一批次中每輛戰車的造價為4,500萬比塞塔（約合美金642,800元）；第二批次的造價更上漲為6,200萬比塞塔（約美金885,700元）。
雖然是全新的車輛，但AMX-30E的動力系統在列裝之時就已經顯現出一些毛病，其中包括因過時的5SD-200D傳動系統所產生的諸多問題。正因如此，西班牙陸軍與聖塔芭芭拉系統公司在第一批次戰車的生產步入尾聲之時便已著手制定可行的升級方案。軍方的目標是提升動力組件的效能與可靠性、增強戰車的火力與準確度，同時加強車輛整體的防護能力與生存性能。開發團隊提出了多種現代化套件方案，其中包括一項將AMX-30E的炮塔安裝至豹1型戰車底盤上的提案。其他方案則包含以新型的美製或德製柴油引擎與傳動系統取代現有的動力組件。開發團隊更為此打造了一輛配備豹1型戰車履帶的原型車，以及一輛在裝填手席增設一挺12.7毫米口徑機槍的樣車。法國原廠GIAT工業亦表示願意為西班牙將AMX-30E的性能升級至AMX-30B2的同等標準。

### 現代化升級
軍方最終選擇採用一種名為「聖塔芭芭拉-巴贊科技」（Tecnología Santa Bárbara-Bazán）的混合型升級方案。戰車原有的HS-110柴油引擎遭替換為MTU公司的833 Ka-501型柴油引擎，可輸出850匹馬力（630千瓦特）；傳動系統亦同時替換為可兼容輸出功率最大1,500匹馬力（1,100千瓦特）引擎的德製ZF LSG-3000系統。第一批交付的30具引擎中有50%的構件由西班牙製造；其餘的引擎則有73%的構件由西班牙承造。新的引擎使AMX-30E的推重比達到每噸23匹馬力；安裝新引擎的戰車亦同時採用了AMX-30B2所使用的扭力桿式懸掛系統。

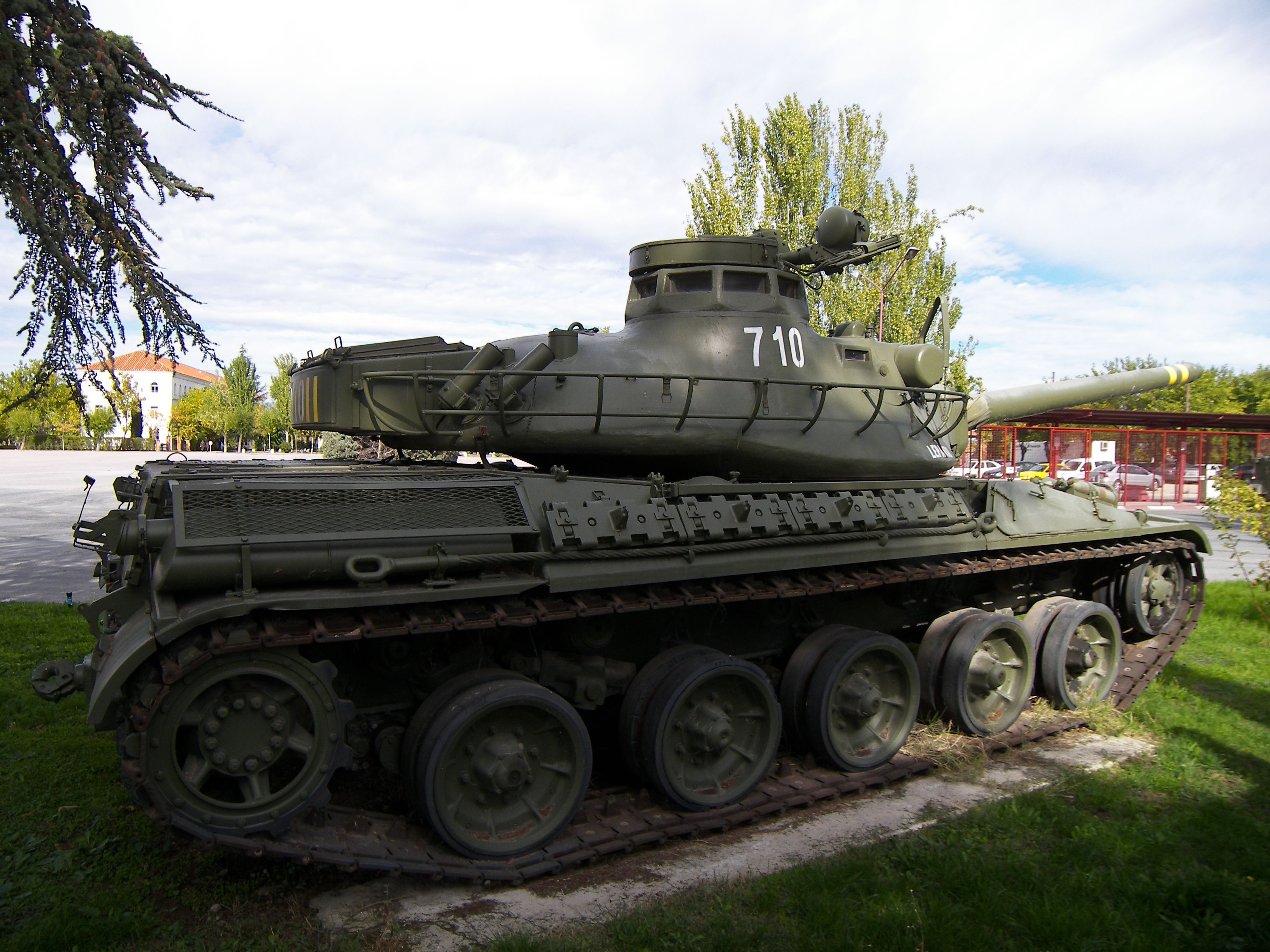
AMX-30E戰車的側視圖。

為了增強戰車的火力，裝填手艙蓋上增設了一挺12.7毫米口徑機槍；主炮火力的增強則透過採用新型的CETME437A型尾翼穩定脫殼穿甲彈來達成。另一方面，AMX-30E亦換裝了新的、由休斯飛機公司所設計的類比式射控系統，使戰車擁有日夜全天候的作戰能力，同時提升了首發命中率。此外，戰車原有的M282炮手潛望鏡亦經替換為新式的摻釹釔鋁石榴石雷射測距儀；車內也安裝了NSC-800彈道電腦以及新的射手數位面板。車長席處也增設了新的控制單元，可逕行選擇所需使用的彈種，同時彈道與目標資訊；相應地，裝填手席處也增設了一塊訊息面板以接收車長所選擇的彈種，以及角速度、風速、主炮仰角與車體傾角等彈道資訊。新的射控系統也為未來的主炮穩定系統升級預留了空間。防護力方面，車體兩側增設了兩塊鋼製的裝甲側裙，戰車亦獲得了新的發煙系統與火力壓制系統。
在西班牙軍方所擁有的299輛AMX-30E中，有150輛於1989年至1993年間接受了上述的現代化升級；這些戰車稍後經定名為「AMX-30EM2」。最終，AMX-30EM2於2000年代早期悉數遭到新型的半人馬反坦克裝甲車取代。

### 再建構方案
另外的149輛AMX-30E則經歷了系統性的再建構以增強其機動性。這種在建構方案主要的內容是將原有的法製傳動系統以美國的CD-850-6A系統取代，並將戰車內的諸多零件（如煞車等）翻新。CD-850-6A系統是一種自動傳動系統，其中包含一具三重差速器。然而新的傳動系統卻也衍生出新的問題：傳動系統於運作時所產生的大量熱能降低了戰車的巡航距離。對餘下149輛AMX-30E的再建構始於1988年；這些戰車稍後經定名為「AMX-30EM1」。西班牙於1990年代早期獲得了一大批M60戰車，西班牙軍方因而藉此機會汰除了原有的M47與M48戰車，以及AMX-30EM1。

## 出口
印尼政府於1980年代中期與西班牙接洽，希望能購入新的裝備以增強該國軍隊的戰力。在所有可出售的裝備中，印尼對採購AMX-30E表達了強烈的興趣；不過這樁交易最終沒能完成。2004年時西班牙與哥倫比亞達成協議，將向後者出售33至46輛於近期遭西班牙軍方汰換的二手AMX-30EM2。然而這項交易在荷西·路易斯·羅德里格茲·薩巴德洛上台成為西班牙總理後遭到取消；新的西班牙政府宣稱該國可用的AMX-30EM2數量不足，因此無法出售予哥倫比亞。

### 腳註
1. ↑  Manrique & Molina, La Brunete, pp. 31–69
2. ↑  Zaloga, The M47 and M48 Patton Tanks, p. 36
3. ↑  Manrique & Molina, La Brunete, p. 34
4. ↑  Vidal, Ifni 1957–1958, p. 70
5. 1 2 3 4  Mazarrasa, Carro de Combate AMX-30E, p. 57
6. ↑  Rudnick, Atlantic Relations, p. 200
7. ↑  Rudnick, Atlantic Relations, p. 201
8. ↑  Rudnick, Atlantic Relations, p. 203
9. ↑  Rudnick, Atlantic Relations, p. 199
10. 1 2  Hilmes, Modern German Tank Development, 1956–2000, p. 17
11. ↑  Ogorkiewicz, AMX-30 Battle Tank, p. 5
12. 1 2  Jerchel, Leopard 1 Main Battle Tank 1965–1995, p. 28
13. 1 2  Ogorkiewicz, AMX-30 Battle Tank, p. 8
14. ↑  Ferrari, The "Hows" and "Whys" of Armour Penetration, p. 87
15. ↑  Lathrop & McDonald, M60 Main Battle Tank 1960–91, p. 5
16. ↑  Rudnick, Atlantic Relations, p. 204
17. ↑  Mazarrasa, Blindados en España, p. 88
18. ↑  Zaloga, The M47 and M48 Patton Tanks, p. 29
19. ↑  Ogorkiewicz, AMX-30 Battle Tank, p. 20
20. ↑  Rudnick, Atlantic Relations, pp. 203–204
21. ↑  Manrique & Molina, La Brunete, p. 69
22. 1 2  Mazarrasa, Carro de Combate AMX-30E, p. 60
23. ↑  Manrique & Molina, La Brunete, p. 73
24. ↑  Mazarrasa, Carro de Combate AMX-30E, pp. 60–61
25. ↑  Mazarrasa, Carro de Combate AMX-30E, pp. 78–80
26. ↑  Mazarrasa, Carro de Combate AMX-30E, p. 80
27. ↑  Pérez-Guerra, Spanish AMX-30 MBT upgrade program, p. 500
28. ↑  Mazarrasa, Carro de Combate AMX-30E, p. 82
29. ↑  Mazarrasa, Carro de Combate AMX-30, pp. 81–83
30. ↑  Mazarrasa, Carro de Combate AMX-30E, p. 85
31. ↑  Defensa firma un contrato de 200 millones de euros con Finmeccanica, El País
32. ↑  Mazarrasa, Carro de Combate AMX-30E, pp. 83–85
33. ↑  Candil, Spain's Armor Force Modernizes, p. 41
34. ↑  Defensa gastar a 916 millones en destruir 480 carros de combate, El País
35. ↑  Yarnóz, Indonesia trata de modernizar su Ejército con armamento español, El País
36. ↑  González, España ayuda a Colombia a luchar contra la guerrilla con tanques, obuses y aviones, El País
37. ↑  El Gobierno del PP vendió aviones y barcos militares a Colombia y Venezuela, El País

### 來源
- . El País. 12 February 2002  [2008-08-12]. （原始内容存档于2011-05-20） （西班牙语）.
- . El País. 27 January 1992  [2008-08-12]. （原始内容存档于2011-05-20） （西班牙语）.
- . El País. 31 March 2005  [2008-08-12]. （原始内容存档于2011-05-20） （西班牙语）.
- Candil, Antonio J. . Armor (Fort Knox, Kentucky: US Army Armor Center). 1 January 2006: 3.
- de Mazarrasa, Javier. . Valladolid, Spain: Quiron Ediciones. 1994: 184. ISBN 84-87314-10-4 （西班牙语）.
- de Mazarrasa, Javier. . Aldaba Ediciones. 1990: 104. ISBN 84-86629-29-2 （西班牙语）.
- Gonzáles, Miguel. . El País. 26 February 2004  [2008-08-12]. （原始内容存档于2011-05-20） （西班牙语）.
- Hilmes, Rolf. . Armor (Fort Knox: US Army Armor Center). January 1, 2001, (January–February 2001): 6. ISSN 0004-2420.
- Jerchel, Michael. . Oxford, United Kingdom: Osprey. 1995: 48. ISBN 1-85532-520-9.
- Lathrop, Richard; John McDonald. . Oxford, United Kingdom: Osprey. 2003: 48. ISBN 1-84176-551-1.
- Manrique, José María; Lucas Molina. . Valladolid, Spain: Quiron Ediciones. : 80. ISBN 84-96016-28-5 （西班牙语）.
- Ogorkiewicz, Richard M. . Berkshire, United Kingdom: Profile Publications Ltd. December 1973.
- Perez-Guerra, Jaime. . Jane's International Defence Review (Jane's). 1 April 1987.
- Rudnick, David. . International Affairs (London, United Kingdom: Royal Institute of International Affairs). April 1976: 11.
- Zaloga, Steven J. . Oxford, United Kingdom: Osprey. 1999: 48. ISBN 1-85532-825-9.
- Yarnóz, Carlos. . El País. 12 March 1985  [2008-08-12]. （原始内容存档于2011-05-20） （西班牙语）.